# David Le Frapper
David Le Frapper est un footballeur français né le 25 mars 1971 à Montargis. Il joue en tant que milieu de terrain avant de se reconvertir en tant qu'entraîneur.

## Biographie

### Carrière de joueur
David Le Frapper commence le football à 7 ans à Cepoy dans le Loiret. Formé à Niort comme stagiaire professionnel, il s'engage ensuite à Valenciennes. Joueur important dans l'histoire du club nordiste, il reste comme celui qui marqua le but décisif de l'accession en Division 1, lors du match face à Beauvais en 1992. La saison suivante est marquée par l'affaire VA-OM.
En 1997, il connaît une autre accession en D1, celle de La Berrichonne de Châteauroux, qui se solde cette fois par un titre de champion de D2, mais retourne l'année suivante chez les Chamois Niortais.
De 2005 à 2007 il est l'un des deux délégués syndicaux de l'UNFP au sein du FC Gueugnon,, après avoir occupé la même fonction au Stade lavallois.
Au total, il dispute 35 matchs en Division 1 et 416 matchs en Division 2.

### Carrière d'entraîneur
En 2007, il devient l'entraîneur-joueur du club de Carcassonne. Pour la saison 2008-2009, il retrouve le club de la Berrichonne de Châteauroux, dans lequel il s'occupe des moins de 18 ans.
Alors responsable des U19 du Valenciennes FC depuis 2012, il est nommé entraîneur de l'équipe première le 24 février 2015 en remplacement de Bernard Casoni. Il parvient à sauver le club lors de la dernière journée. Non-titulaire du diplôme d’entraîneur, le DEPF, il est écarté de son poste le 28 décembre 2015 et, sous contrat jusqu'en juin 2019, retrouve le centre de formation. Il est alors remplacé par Faruk Hadžibegić.
Le 23 juillet 2016, David Le Frapper signe à l'Olympique de Marseille où il entraîne la réserve jusqu'en juin 2019. En décembre, il rejoint le banc de touche de l'EUGA Ardziv, équipe de National 3.
En mai 2022 il obtient le brevet d'entraîneur professionnel de football (BEPF), plus haut diplôme d'entraîneur français. Il est nommé entraîneur du Racing Besançon, club de N2, en juin 2022.

## Statistiques
| Saison                | Club                  | Championnat           | Championnat | Championnat | Coupe nationale | Coupe nationale | Coupe de la Ligue | Coupe de la Ligue | Play-offs | Play-offs | Total | Total |
| Saison                | Club                  | Division              | M.          | B.          | M.              | B.              | M.                | B.                | M.        | B.        | M.    | B.    |
| 1988-1989             | Chamois niortais      | Division 2            | -           | -           | -               | -               | -                 | -                 | -         | -         | 0     | 0     |
| 1989-1990             | Chamois niortais      | Division 2            | -           | -           | -               | -               | -                 | -                 | -         | -         | 0     | 0     |
| 1990-1991             | Chamois niortais      | Division 2            | 24          | 1           | 4               | 0               | -                 | -                 | -         | -         | 28    | 1     |
| 1991-1992             | Valenciennes FC       | Division 2            | 23          | 2           | 3               | 0               | -                 | -                 | 1         | 0         | 27    | 2     |
| 1992-1993             | Valenciennes FC       | Division 1            | 35          | 1           | 2               | 0               | -                 | -                 | 2         | 0         | 39    | 1     |
| 1993-1994             | Valenciennes FC       | Division 2            | 27          | 2           | 2               | 0               | -                 | -                 | -         | -         | 29    | 2     |
| 1994-1995             | Valenciennes FC       | National 1            | 31          | 3           | -               | -               | 2                 | 0                 | -         | -         | 33    | 3     |
| 1995-1996             | LB Châteauroux        | Division 2            | 39          | 0           | 1               | 0               | 2                 | 0                 | -         | -         | 42    | 0     |
| 1996-1997             | LB Châteauroux        | Division 2            | 35          | 0           | 1               | 0               | 2                 | 0                 | -         | -         | 38    | 0     |
| 1997-1998             | Chamois niortais      | Division 2            | 24          | 0           | -               | -               | 1                 | 0                 | -         | -         | 25    | 0     |
| 1998-1999             | Chamois niortais      | Division 2            | 36          | 3           | 1               | 0               | 2                 | 0                 | -         | -         | 39    | 3     |
| 1999-2000             | US Créteil            | Division 2            | 33          | 0           | -               | -               | 1                 | 0                 | -         | -         | 34    | 0     |
| 2000-2001             | US Créteil            | Division 2            | 28          | 0           | -               | -               | 2                 | 0                 | -         | -         | 30    | 0     |
| 2001-2002             | Stade lavallois       | Division 2            | 31          | 1           | 2               | 0               | 2                 | 0                 | -         | -         | 35    | 1     |
| 2002-2003             | Stade lavallois       | Ligue 2               | 31          | 2           | 3               | 0               | 1                 | 0                 | -         | -         | 35    | 2     |
| 2003-2004             | Stade lavallois       | Ligue 2               | 15          | 2           | -               | -               | -                 | -                 | -         | -         | 15    | 2     |
| 2004-2005             | Stade lavallois       | Ligue 2               | 24          | 1           | -               | -               | 1                 | 0                 | -         | -         | 25    | 1     |
| 2005-2006             | FC Gueugnon           | Ligue 2               | 36          | 0           | -               | -               | 1                 | 0                 | -         | -         | 37    | 0     |
| 2006-2007             | FC Gueugnon           | Ligue 2               | 10          | 0           | -               | -               | 1                 | 0                 | -         | -         | 11    | 0     |
| Total sur la carrière | Total sur la carrière | Total sur la carrière | 482         | 18          | 19              | 0               | 18                | 0                 | 3         | 0         | 522   | 18    |

## Palmarès

### En club
- Champion de France de Division 2 en 1997 avec Châteauroux
- Vice-champion de France de Division 2  en 1992 avec US Valenciennes Anzin

### Statistiques
- 35 matchs et 1 but en Division 1
- 416 matchs et 12 buts en Division 2
- 31 matchs et 3 buts en National 1